# ギャラクシー☆ばばんがBang!
「ギャラクシー☆ばばんがBang!」（ギャラクシー☆ばばんがバン!）は、エンジェル隊の3枚目のシングル。2002年10月23日にLantisから発売された。

## 概要
テレビ大阪・テレビ東京系アニメ『ギャラクシーエンジェル』に登場するエンジェル隊（ミルフィーユ・桜葉、蘭花・フランボワーズ、ミント・ブラマンシュ、フォルテ・シュトーレン、ヴァニラ・H）が歌う、第3期の前期（第1〜13回）オープニングテーマ、エンディングテーマが収録されている。
第14回のオープニングテーマには、堀江美都子とエンジェル'03（新谷良子、田村ゆかり、沢城みゆき、山口眞弓、かないみか）が歌う「ギャラクシー☆ばばんがBang!堀江美都子とエンジェル'03」が使用された。このバージョンは、アルバム『ギャラクシーエンジェル 闇鍋CD 極』等に収録されている。
楽曲の歌詞に四字熟語の古今東西、天下御免、臥薪嘗胆が登場している。

## 収録曲
全作詞：田辺智沙
1. ギャラクシー☆ばばんがBang! [3:47]
作曲：和泉一弥、編曲：金井江右・南良樹
  - テレビ大阪・テレビ東京系アニメ『ギャラクシーエンジェル』（第3期）前期オープニングテーマ
2. エンジェルわっしょい! [3:22]
作曲・編曲：HULK
  - テレビ大阪・テレビ東京系アニメ『ギャラクシーエンジェル』（第3期）前期エンディングテーマ
3. ギャラクシー☆ばばんがBang!（off vocal）
4. エンジェルわっしょい!（off vocal）

## 収録作品
アルバム
- 『Broccori The Live 〜デ・ジ・キャラット&エンジェル隊コンサート〜 in 横浜アリーナ エンジェル隊EDITION』
  - ギャラクシー☆ばばんがBang!（ライブバージョン）
  - エンジェルわっしょい!（ライブバージョン）
  - ギャラクシー☆ばばんがBang!（アンコールライブバージョン）
- 『ギャラクシーエンジェル オリジナルサウンドトラック ぷらす』
  - ギャラクシー☆ばばんがBang!（TV size）
  - エンジェルわっしょい!（TV size）
  - ギャラクシー☆ばばんがBang!堀江美都子とエンジェル'03（TV size）
- 『ギャラクシーエンジェル 闇鍋CD 極』
  - ギャラクシー☆ばばんがBang!堀江美都子とエンジェル'03
- 『ギャラクシーエンジェル ベストアルバム2“一番搾り”』
  - エンジェルわっしょい!
- 『ギャラクシーエンジェル ベストアルバム2“二番煎じ”』
  - ギャラクシー☆ばばんがBang!